# Milchmädchenrechnung

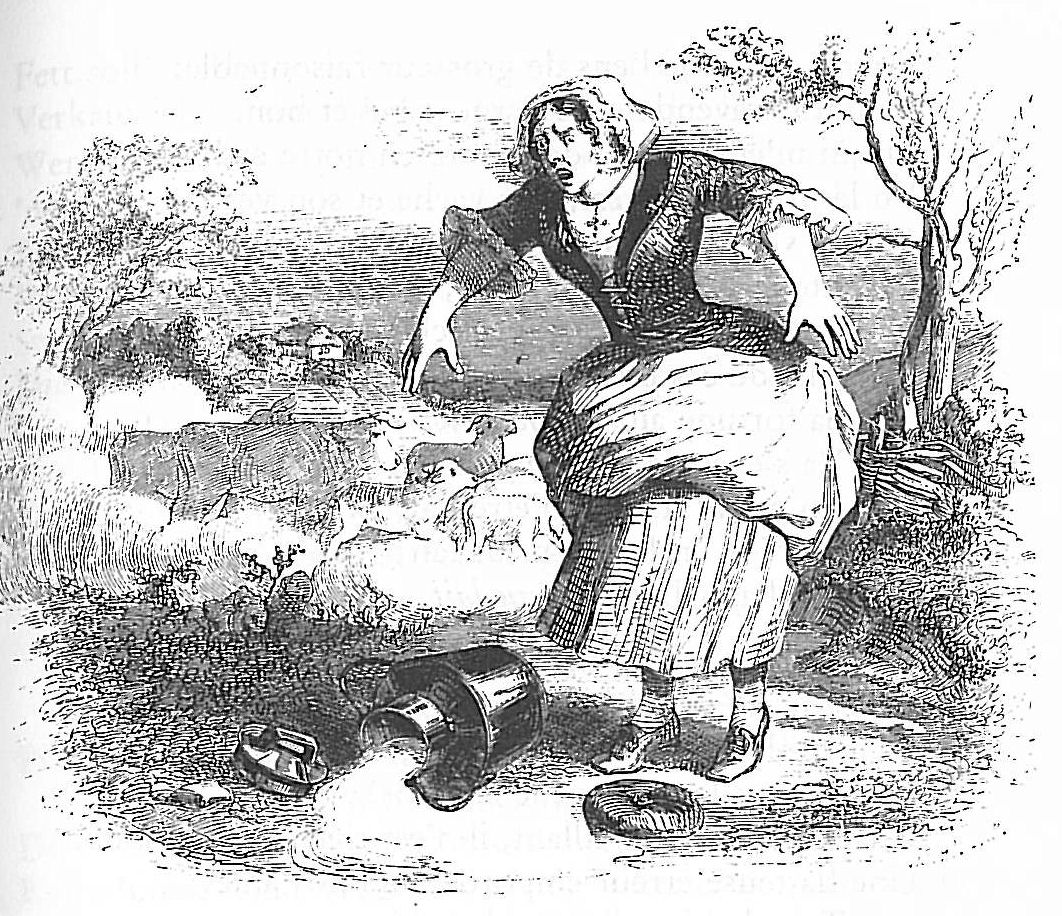
Mädchen mit vergossener Milch, Illustration von Grandville

Milchmädchenrechnung ist die  Bezeichnung für eine naive Berechnung oder Argumentation, die wesentliche Aspekte nicht beachtet und deshalb zu einem scheinbar plausiblen,  jedoch unzutreffenden Ergebnis kommt. Der Schweizer Begriff Milchbüchleinrechnung kann die gleiche Bedeutung haben.

## Begriff
Ein Milchmädchen ist laut dem Deutschen Wörterbuch ein „Mädchen, das die Milch besorgt und sie auch feil hat.“ (anbietet). Zu dem Begriff „Milchmädchenrechnung“ gibt es verschiedene Begriffsbeschreibungen
- eine auf Trugschlüssen oder Illusionen beruhende Rechnung.[2]
- wenn jemand bei seiner Begründung wichtige Parameter nicht mit einbezieht und dadurch zwar zu einem plausibel klingenden, aber dennoch falschen Ergebnis kommt[3]
- dass ein komplexes Thema auf eine zu naive Art betrachtet wird. Man ignoriert relevante Aspekte, und das erhaltene Ergebnis mag zwar plausibel erscheinen, ist aber dennoch falsch[4]

Ein Beispiel dafür sind Glücksspiele, bei denen der Spieler glaubt, gewinnen zu können, am Ende aber fast immer verliert.

## Herkunft

### Erste bekannte Erwähnung
Die Bezeichnung Milchmädchen-Rechnung ist zuerst in Heinrich Claurens Erzählung Der Blutschatz von 1824 bekannt.  Flümer überlegt bei einer Beerdigung, wie er Klotilde ein gutes Leben ermöglichen könnte.

„Klotilde sollte ein Leben haben, wie im Himmel. Täglich Syrup, Sonntags Zuckerkant im Kaffee. Von Arbeiten war gar nicht die Rede. Ein Bischen Stricken und Lesen war das Ganze. Uebrigens sollte sie ihr eigener Herr seyn, schlafen, so lange sie wollte, aufstehen, wann sie wollte, essen und trinken was sie wollte. (...)  da polterten die ersten Erdklöße und Steine auf den eingesenkten Sarg hinab, und das grausende Geräusch störte den Träumenden in seiner glücklichen Milchmädchen-Rechnung“

### Mögliche Vorläufer

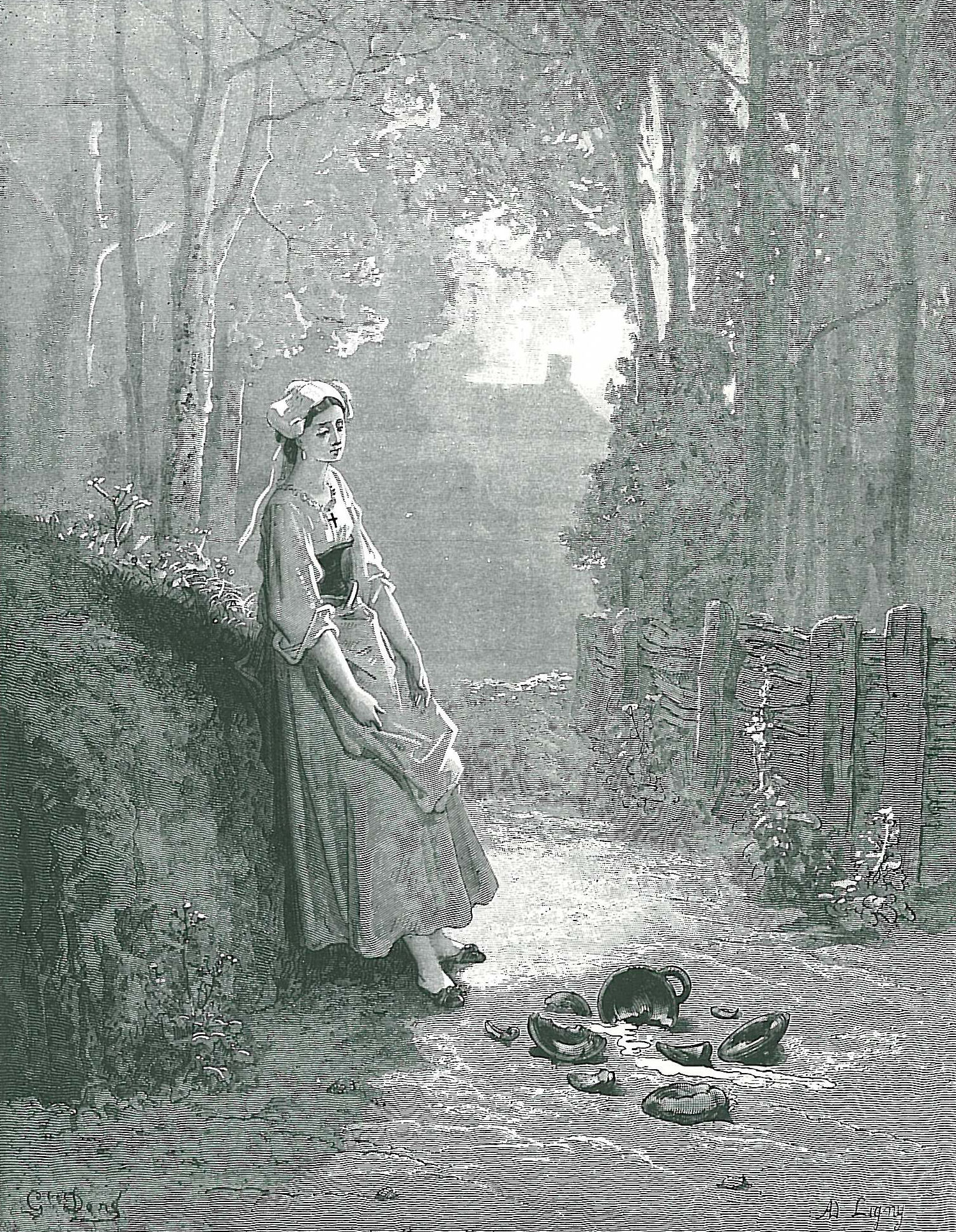
Mädchen mit zerbrochenem Milchkrug, Illustration von Gustave Doré

In der europäischen Literatur ist ein solches Motiv bei Bonaventure des Périers in einer Kurzgeschichte aus dem Jahr 1558 bekannt, wo ein Alchemist mit einer „guten Frau“ verglichen wird, die vor lauter Luftschlösserbauen die Milch verschüttet.
In der Fabel Die Milchfrau und die Milchkanne (La Laitière et le Pot au lait) von 1678 erzählt Jean de La Fontaine die Geschichte des Milchmädchens Perrette, das sich auf dem Weg zum Markt bereits vorstellt, was es mit dem Erlös für die Milch – und wiederum von dem Gewinn aus dem Erworbenen und immer so weiter – alles kaufen könne, zuletzt aber unversehens die Milch verschüttet und seine Träume zerstört.

„Auf dem Kopf trägt Perrette eine Kanne voll Milch […] sie starrt auf das vergoßne Glück.“

In der Fabel Der Pfarrer und der Tote zitiert La Fontaine das Motiv noch einmal.
Diese Geschichte wurde von Johann Wilhelm Ludwig Gleim in seiner Erzählung Die Milchfrau von 1757 übernommen. Ebenso in Johann Benjamin Michaelis’ Gedicht Der Milchtopf.

### Ähnliche Motive
In der alten indischen Erzählung Der Brahmane und der Reistopf aus der Panchatantra ist ein Mann der Träumer und verschüttet Reis.

### Milchmädchen
Die Bezeichnung wurde später auch in Beziehung gesetzt zu den Berechnungen von Milchmädchen beim Verkauf von Milch, die sich dabei mitunter verrechneten. Zum Beispiel das Berliner Milchmädchen Anna Schnasing.